# La Rinconada de la Sierra
La Rinconada de la Sierra là một đô thị ở tỉnhSalamanca, phía tây Tây Ban Nha, cộng đồng tự trị Castile-Leon. Đô thị này có cự ly 57 kilômét so với thành phố tỉnh lỵ Salamanca và có dân số 175 người.

## Địa lý
Đô thị này có diện tích 13.06 km².
Đô thị này nằm ở khu vực có độ cao 1000 metres trên mực nước biển.
Mã số bưu chính là 37607.